# Okręg wyborczy Bristol Central
Okręg wyborczy Bristol Central powstał w 1918 r. i wysyłał do brytyjskiej Izby Gmin jednego deputowanego. Okręg obejmował centrum miasta Bristol. Został zlikwidowany w 1974 r.

## Deputowani do brytyjskiej Izby Gmin z okręgu Bristol Central
- 1918–1929: Thomas Inskip, Partia Konserwatywna
- 1929–1931: Joseph Alpass, Partia Pracy
- 1931–1942: Allen Bathurst, lord Apsley, Partia Konserwatywna
- 1943–1945: Violet Bathurst, Partia Konserwatywna
- 1945–1964: Stan Awbery, Partia Pracy
- 1964–1974: Arthur Palmer, Co-operative Party